# David Koresh
David Koresh (Houston, 17 de agosto de 1959 – Monte Carmelo, Waco, 19 de abril de 1993), nascido Vernon Wayne Howell, foi o líder do Ramo Davidiano, uma seita, que acreditava ser o seu último profeta. Vernon Howell mudou legalmente seu nome para David Koresh em 15 de maio de 1990. Uma investida do Bureau of Alcohol, Tobacco, Firearms and Explosives, que levou ao subsequente Cerco de Waco pelo FBI terminou com o incêndio da sede dos seguidores do Ramo Davidiano, Monte Carmelo, nas adjacências de Waco, Texas. Koresh, mais 54 adultos e 21 crianças morreram no incêndio.

## Início
Koresh nasceu em Houston, Texas, filho de uma mãe solteira de 14 anos, Bonnie Sue Clark. Seu pai era um rapaz de 20 anos, de nome Bobby Howell. O casal jamais se casou. Dois meses antes do nascimento de Koresh, seu pai encontrou outra adolescente e abandonou Bonnie Sue. Koresh nunca conheceu o pai e sua mãe passou a coabitar com um violento alcoólatra. Em 1963, a mãe de Koresh abandonou esse homem e deixou o filho, então com 4 anos, sob os cuidados da avó do menino, Earline Clark. Sua mãe retornou quando ele estava com 7 anos, após o casamento com um carpinteiro chamado Roy Haldeman. Haldeman e Clark tiveram um filho chamado Roger, nascido em 1968.
Koresh descreveu sua primeira infância como solitária e se diz que ele teria sofrido estupro por parte de meninos mais velhos quando estava com 8 anos. Um mau estudante, antes de ter sido descoberto portador de dislexia, Koresh saiu cedo da escola. Em consequência de suas baixas habilidades escolares, foi posto em classes de educação especial e apelidado "Vernie" pelos colegas. Porém,com 11 anos, ele havia memorizado todo o Novo Testamento.
Aos 19 anos, Koresh envolveu-se com uma menina de 15, que acabou grávida. Ele declarou ter nascido novamente enquanto cristão na Convenção Batista do Sul e mais tarde juntou-se à igreja frequentada por sua mãe, a Igreja Adventista do Sétimo Dia. Ali ele se apaixonou pela filha do pastor e enquanto orava por orientação ele "abriu os olhos" e alegadamente encontrou a Bíblia aberta no capítulo 34 do livro de Isaías, convencendo-se de que ali estava um sinal divino, ele aproximou-se do pastor e disse que Deus queria que ele tivesse a sua filha por esposa. O pastor rejeitou-o e quando Koresh continuou a persistir na perseguição à filha do pastor, este expulsou-o da congregação.
Um grupo de dissidentes da Igreja Adventista do Sétimo Dia desligou-se da denominação criando um grupo chamado Shepherd's Rod em 1930. Vinte anos mais tarde, em 1950, houve uma cisão neste outro movimento, e parte deste grupo se estabeleceu num rancho a 16 km (10 milhas) de Waco, e deram ao lugar o nome de "Monte Carmelo", inspirados no Monte Carmelo mencionado na Bíblia, isso em 1955, dando origem ao grupo religioso chamado Ramo Davidiano. Em 1959 nasce David Koresh, e em 1981 ele se mudou para Waco, Texas, onde se juntou ao Ramo Davidiano.

## Ascensão à liderança do Ramo Davidiano
Em 1983, Koresh começou a autoproclamar-se profeta. No mesmo ano, Lois Roden - então líder - autorizou Koresh a passar sua própria mensagem, o que causou controvérsia no grupo. O filho de Lois Roden, George Roden pretendia ser o próximo líder do grupo e considerou Koresh um intruso. Quando Koresh anunciou que Deus o havia instruído para se casar com  Rachel Jones (e que então adicionou Koresh ao nome), houve um curto período de calma em Monte Carmelo, mas isto se provou apenas temporário. Na luta pelo poder que se seguiu, George Roden, declarando ter o apoio da maioria do grupo, forçou Koresh e seu grupo a sair de Monte Carmelo com armas apontadas nas costas.
Koresh e mais 25 seguidores fixaram-se em Palestine, Texas, a 145 km (90 milhas) de Waco, onde eles viveram sob condições difíceis em ônibus e barracas pelos dois anos seguintes, nos quais Koresh realizou o recrutamento de novos seguidores na Califórnia, no Reino Unido, em Israel e na Austrália. Em 1985 Koresh viajou a Israel, onde declarou ter tido uma visão de que ele próprio era Ciro, o Grande dos dias atuais. O fundador do Ramo Davidiano, Victor Houteff, queria que isto fosse o desígnio de Deus implementar e estabelecer o reino davídico na Palestina, em Israel. Koresh também queria ser instrumento de Deus e estabelecer o reino de David em Jerusalém. Pelo menos até 1990, ele acreditava que o local de seu martírio poderia estar em Israel, mas em 1991 ele convenceu-se de que seu martírio seria nos Estados Unidos. Em vez de Israel, ele disse que as profecias de Daniel seriam cumpridas em Waco, e que o Centro de Monte Carmelo era o reino de David.
No acampamento, em Palestine, Texas, Koresh "esforçou-se de modo que todos acreditassem e confiassem nele, e apenas nele. Todas as ligações anteriores, fossem elas familiares ou de outra natureza, nada mais significavam. Sua lógica era a de que se eles tinham que depender de alguém, que então dependessem dele, Koresh, de modo que ficassem vulneráveis". Nesta época, ele já havia começado a divulgar a mensagem que ele próprio era o Cristo, proclamando que ele era "o Filho de Deus, o cordeiro que poderia abrir os Sete Selos".
Lois Roden faleceu em 1986. Até então Koresh ensinava que a monogamia era a única forma correta para se viver, mas repentinamente anunciou que a poligamia era válida para ele. Em março de 1986, Koresh dormiu pela primeira vez com Karen Doyle, de 14 anos tomando-a como sua segunda esposa. Em agosto do mesmo ano, Koresh começou a dormir em segredo com Michele Jones, a irmã mais jovem de sua esposa, então com 12 anos. Em setembro de 1986 Koresh começou a pregar que ele tinha o direito de possuir 140 esposas, 60 delas como suas "rainhas" e as demais 80 como suas concubinas, direito esse que teria sido baseado na interpretação do Cântico de Salomão. Koresh então construiu sua nova ideologia totalmente em torno de seu "casamento" com Doyle, essa teologia foi denominada "Nova Luz", pregando uma doutrina de poligamia para ele mesmo, o que ele chamou de "A Casa de David". De acordo com essa doutrina, Doyle teria uma filha chamada Shoshanna, que se casaria com o primogênito de Koresh, Cyrus. Contudo, Doyle não pôde conceber, e Koresh então transferiu sua atenção à irmã de sua esposa. O ex-davidiano David Bunds disse que a doutrina poligâmica pregada por Koresh "despertou seu profundo desejo de ter relações sexuais com meninas. Depois que ele foi capaz de se convencer de que aquilo era a vontade de Deus, em seguida, ele foi capaz de ser livre de culpa e de ter relações sexuais com tantas jovens quantas ele fosse capaz de pôr as mãos".
No final de 1987, o apoio a George Roden's havia declinado. Para recuperá-lo, ele desafiou Koresh para uma disputa na qual eles levantariam os mortos, desenterrando um cadáver para fazê-lo. Koresh foi à polícia para acusar Roden de vilipêndio a cadáver, mas foi-lhe dito que ele deveria ter provas do fato (p. ex., uma fotografia do cadáver exumado). Koresh retornou a Monte Carmelo disfarçado, com sete seguidores armados. Todos menos um - que pôde escapar - foram presos pela polícia local, que tinha sido alertada de um tiroteio. Quando os xerifes chegaram, eles encontraram Koresh e seis seguidores atirando com rifles em Roden, também armado, Roden já tinha sido ferido e se escondeu atrás de uma árvore. O xerife ligou para o telefone da capela e mandou que Koresh se rendesse. Como consequência do incidente, Koresh e seus seguidores foram acusados de tentativa de homicídio. No julgamento, o depoimento de Koresh foi no sentido de que ele fora a Monte Carmelo para conseguir provar a evidência do vilipêndio a cadáver praticado por Roden. Os seguidores de Koresh foram absolvidos e no caso de Koresh o julgamento foi cancelado.
Em 1989 Roden assassinou Wayman Dale Adair com um machadada no crânio após Adair declarar-se o verdadeiro Messias. Roden foi acusado de homicídio e mantido num hospital psiquiátrico em Vernon, Texas. Em função de Roden possuir uma dívida tributária de milhares de dólares, Monte Carmelo foi posto à venda. Koresh e seus seguidores levantaram o dinheiro e compraram a propriedade, que foi renomeada "Rancho Apocalipse", Roden continuou a atormentar a facção de Koresh mediante a apresentação de documentos legais enquanto estava preso. Quando Koresh e seus seguidores compraram Monte Carmelo, eles descobriram que os inquilinos que tinham alugado a propriedade quando Roden ainda era proprietário haviam deixado para trás um laboratório de metanfetamina, fato denunciado por Koresh ao departamento de polícia local e pediu para que fosse removido.

## Mudança de nome
O nome Koresh é uma transliteração do nome persa de Ciro II, o rei persa que permitiu aos judeus vitimados pela diáspora feita por Nabucodonosor II da Babilônia retornassem à sua terra. Durante o cerco, Koresh explicaria aos negociadores do FBI que (ao menos na mente dele) "koresh" tinha um significado mais profundo:
Koresh: "O que Cristo revelou como sendo, de acordo com o quarto selo?"

FBI: "Um cavaleiro sobre um cavalo."

Koresh: "E qual é o seu nome?"

FBI: "Morte."

Koresh: "Agora, você sabe o que significa o nome Koresh?"

FBI: "Prossiga..."

Koresh: "Significa morte."
Koresh ou Khoreich é também um sobrenome comum entre grupos no sul do Líbano, na Palestina, na Jordânia e na Arábia Saudita. A tradução para o árabe é "o homem inteligente".

## Acusações de abuso infantil e estupro presumido
Koresh negou todas as acusações de pedofilia e abuso de crianças em entrevistas pública, a mídia, no entanto, criticava duramente os davidianos e os porta-vozes do governo dos Estados Unidos contavam histórias pesadas sobre a vida pessoal de Koresh.
Foi alegado que Koresh advogava a poligamia para si, e dizia ser casado com várias mulheres da pequena comunidade. Alguns ex-membros da seita também alegaram que Koresh podia requerer qualquer uma das mulheres da comunidade para si.
Em 1993 o relatório do Departamento de Justiça dos Estados Unidos apresentou alegações de abuso de crianças e abusos físicos. O agente especial da ATF, David Aguilera, entrevistou a ex-davidiana Jeannine Bunds, a qual havia dito que Koresh era o pai de pelo menos 15 crianças com várias mulheres e adolescentes no grupo. De acordo com Bunds, algumas das moças tornaram-se mães de filhos de Koresh com idades de até 12 anos e ela disse ser a própria mãe de sete dessas crianças. Bunds também disse que Koresh podia anular todos os casamentos de membros do grupo por ele liderado, assim ele tinha acesso sexual exclusivo às mulheres. Ele também teria tido relações sexuais regulares com moças jovens Em seu livro, James Tabor afirma que Koresh reconheceu em uma fita de vídeo enviada do rancho religioso, onde ele afirma ser o pai de mais de 12 crianças de diversas "esposas", algumas das quais era jovens de 12 e 13 anos quando se tornaram grávidas. O teste de DNA realizado em mulheres e crianças que apareceram no vídeo que morreram no incêndio subsequente confirmaram que, de fato, algumas das crianças tinham Koresh por pai. Em 3 de março de 1993, durante negociações para garantir a libertação das crianças remanescentes, Koresh advertiu o grupo de negociadores: "meus filhos são diferentes das demais crianças" referindo-se à sua linhagem direta, em oposição às crianças libertadas anteriormente.
Na época o Texas tinha a idade mínima para casamento com o consentimento familiar de 14 anos, sendo essa também a idade de consentimento para a manutenção de relações sexuais. No documentário Waco:The Rules of Engagement, Jack Harwell, o xerife do Condado de McLennan, declarou:
Kiri Jewell, filha do Ramo Davidiano Sherri Jewell, afirmou em juízo perante o congresso em 1995 que ela foi molestada sexualmente aos 10 anos por Koresh, o qual lia para ela a Bíblia. Ela originalmente relatou o incidente uma batalha de custódia em 1992, e o juíz ordenou que ela se mantivesse distante de Koresh e do Monte Carmelo.
"Você tem que ter provas para ir ao tribunal... Lembre-se, também, que a maioria das meninas que estiveram envolvidas tinham pelo menos 14 anos de idade e meninas com 14 anos de idade podem se casar com o consentimento dos pais. Portanto, se os pais delas estavam lá e deixaram as coisas acontecerem na forma de atividade sexual e o que você tem com os seus filhos de 14 anos de idade, você tem maridos e esposas consuetudinários. Uh, eu não digo que concordo com isso e que eu aprovo isso. Mas, ao mesmo tempo, se os pais estão lá e eles estão dando o consentimento parental, temos um problema ao caracterizar o caso".
Embora admitindo que o depoimento de Jewell pudesse ser verdadeiro, o advogado de Steve Schneider, o braço direito de Koresh, levantou dúvidas sobre a veracidade do seu depoimento. Em sua aparição nas audiências em Waco, Jack B. Zimmermann afirmou: "Há dúvidas sobre as declarações contraditórias que ela fez no passado. Agora, isto pode ser 100 por cento verdade".

## Ataque e cerco

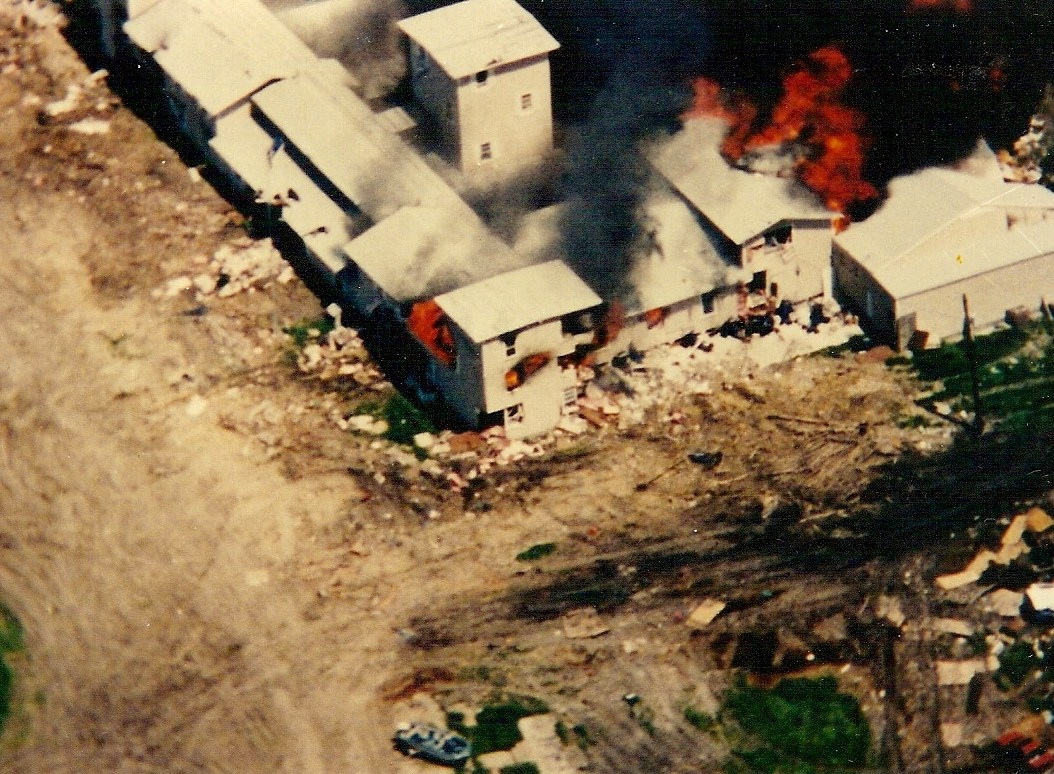
O complexo do Centro Monte Carmelo, onde Koresh e seus seguidores morreram.

Em 28 de fevereiro de 1993, o Bureau of Alcohol, Tobacco and Firearms (BATF) atacou a sede de Monte Carmelo. A investida resultou nas mortes de quatro agentes e seis membros do Ramo Davidiano. Pouco tempo após a investida inicial, um grupo do FBI, o HRT (Hostage Rescue Team) assumiu o comando da operação federal, em função de o FBI ter jurisdição sobre incidentes envolvendo morte de agentes federais. Foi estabelecido contacto com Koresh. Pelos 51 dias seguintes a comunicação se deu por telefone com vários negociadores do órgão federal.
Como o impasse continuou, Koresh, que foi gravemente ferido por um tiro, junto com seus líderes mais próximos do sexo masculino negociaram atrasos, possivelmente para que ele pudesse escrever documentos religiosos. Ele disse que precisava terminá-los antes que se rendesse. Suas conversas com os negociadores eram densas no que diz respeito às imagens bíblicas. Os negociadores federais trataram a situação como uma crise de reféns, apesar de uma fita de duas horas de vídeo enviada pelos davidianos surgiu mostrando que os adultos, as crianças mais velhas e os adolescentes explicavam de forma clara e confiante porque escolheram de livre vontade de permanecer com Koresh.
O cerco a Monte Carmelo, que durou 51 dias, acabou quando a Procuradora-Geral dos Estados Unidos, Janet Reno, aprovou as recomendações de agentes veteranos do FBI no sentido de realizar uma investida final, na qual os membros do Ramo Davidiano seriam removidos do prédio à força. No curso dessa investida, a igreja da sede pegou fogo após tanques de guerra Bradley colidirem com a estrutura e serem vistos lançando chamas para dentro da construção de madeira, já a causa do incêndio de acordo com o Relatório Danforth (Danforth Report), um relatório realizado com poderes conferidos pelo Conselho Especial, como ação deliberada de alguns membros da igreja dentro do edifício Embora esta hipóteses seja discutida no documentário Waco: The Rules of Engagement, que argui que o fogo foi começado pelo FBI, que atirou um dispositivo incendiário no prédio após encher o edifício com Gás CS. No julgamento subsequente dos membros sobreviventes do grupo, o júri ouviu partes editadas de uma gravação feita com microfones ocultos em Monte Carmelo durante o ataque final e o incêndio de 19 de abril. Consistiam de sons de estática nos quais se podia ouvir fracamente uma voz dizendo ". . . fogo . . . ". Um especialista do governo testemunhou que, através de aprimoramento eletrônico, ele reconstruiu alguns comentários claramente incriminadores, mesmo que o júri não tenha podido ouvi-los. Mais tarde foi revelado que o FBI, quando atendeu as demandas de leite para o bem-estar das crianças, também enviou junto minúsculas aparelhagens de escuta nas caixas de leite e nos recipientes de isopor.
Barricados em sua sede, 76 membros do Ramo Davidiano, incluindo Koresh, não sobreviveram ao incêndio. Dezessete dessas vítimas eram crianças e adolescentes com menos de 17 anos. O relatório Danforth afirma que aqueles que morreram eram incapazes de fugir ou não queriam fazê-lo e que Steve Schneider, o braço-direito de Koresh provavelmente atirou em Koresh e se matou com a mesma arma. Waco: The Rules of Engagement diz que os atiradores de elite do FBI atiraram e mataram muitos membros do Ramo Davidiano que conseguiram escapar do incêndio. Testemunhos dos poucos membros que conseguiram fugir do incêndio reforçam essa versão. Os registros de autópsias indicam que pelo menos 20 membros do Ramo Davidiano foram mortos por armas de fogo, inclusive 5 crianças. O relatório Danforth concluiu que os adultos que morreram com tiros atiraram em si próprios depois de atirarem nas crianças.

## Consequências
David Koresh foi enterrado no Memorial Park Cemetery, em Tyler, Texas.
O ataque a Monte Carmelo e o incidente de Ruby Ridge (ocorrido em 1992) foram citados por Timothy McVeigh e Terry Nichols como motivações para o Atentado de Oklahoma City, ocorrido em 19 de abril de 1995, feito para coincidir com o segundo aniversário do fim do Cerco de Waco.
Em 2004, o Chevrolet Camaro, ano 1968, pertencente a Koresh, danificado pelos militares durante o cerco foi vendido por 37000 dólares num leilão.
Em 23 de janeiro de 2009, a mãe de Koresh, Bonnie Clark Haldeman, foi esfaqueada até a morte em Chandler, Texas. A irmã dela, Beverly Clark, foi acusada pelo homicídio.

## Artigos relacionados
- Cerco de Waco
- Complexo de messias
- Jim Jones